# أنتيباتر الأدومي
أنتيباتر الأدومي هو ملك مقاطعة اليهودية سنة 47 ق.م. وقسَّم انتيباتر مملكته بين أبنائه الخمسة وكان نصيب هيرودس في الجليل. وبعد أربع سنين قُتِلَ انتيبار، فجاء ماركوس انطونيوس إلى المملكة وعيَّن الابنين الأكبرين على مملكته. ثم قَتَلَ أكبرهما نفسه بعد ما أسره الفوتيون الذين هاجموا المملكة. وهكذا خلا العرش ليهيرودس. وفي سنة 37 ق. م. دخل القدس فاتحًا بمعونة الروم. وقد تزوَّج هرودس عشر نساء وكان له أبناء كثيرون. وتنازعوا فيما بينهم على وراثة العرش وقد وقع في القصر مؤامرات وفتن كثيرة. و قد اشتركن زوجات الملك وأقاربهن في تلك الفتن. هذا إلى جانب المؤامرات التي حاكها هيرودس ضد أعدائه من يهود البلاط، وضد خصومه الروم. فقد كان قاسياً جباراً، مقداماً كثير الحيلة، ويأثر نفسه على رعيته، ولا يأبه للحق ولا إلى صراخ المظلومين - انظر المزيد عن هذا الموضوع هنا في موقع الأنبا تكلا في صفحات قاموس الكتاب المقدس والأقسام الأخرى - وقتل أهله للشبهة. غير أنه بنى أماكن كثيرة في مملكته من مدنٍ وشوارع وأبنية؛ لتخليد إسمه وأنفق على ذلك أموالًا طائلة، وأشهره ما بناه مدينة قيصرية التي بناها على شاطئ بحر الروم وسماها كذلك تكريمًا لأغسطس قيصر ثم رمّم مدينة السامرة بعد أن تهدمت وسماها سبسطية، أي مدينة أغسطس وحصن القدس وزينها بالملاعب والقصور. وأتم ترميم الهيكل في القدس، وفي تزيينه.